# Mikoyan Skat
El Mikoyan Skat (ruso: Микоян Скат, patín) es un concepto de vehículo aéreo de combate no tripulado (UCAV) furtivo desarrollado por Mikoyan para el Ministerio de Defensa de Rusia desde 2005.

## Desarrollo
El origen del Skat UCAV se remonta a 2005, cuando Mikoyan empezó a trabajar en el proyecto. Se hizo hincapié en la baja observabilidad, por lo que el dron se diseñó en una configuración de ala volante, en forma de triángulo, con el uso de materiales compuestos y con armamento oculto en dos compartimentos de armas internos. Su única maqueta de tamaño real se presentó por primera vez en el salón aeronáutico internacional MAKS 2007. Sin embargo, el dron no pasó la etapa de maqueta y el trabajo en el proyecto se detuvo más tarde en 2012 debido a la falta de financiación.
Como dijo anteriormente a la prensa Sergei Korotkov, director general de RSK "MiG", el desarrollo de Skat se interrumpió. Por decisión del Ministerio de Defensa ruso, Sukhoi se convirtió en el nuevo desarrollador jefe del proyecto Strike UCAV. Aun así, Sukhoi aprovecharía la experiencia de Skat. En el nuevo proyecto se espera que trabajen los especialistas de RSK "MiG". El 3 de junio de 2013, MiG firmó un contrato de investigación y desarrollo para construir un UCAV, basado en el diseño de Skat.
El Sukhoi está utilizando la información de I+D del Skat, además de su experiencia en el Sukhoi Su-57, para desarrollar su UCAV furtivo Okhotnik-B de 20 toneladas.
En septiembre de 2018, se informó que el MiG había reactivado el programa y que actualmente se estaban realizando trabajos en el Mikoyan Skat UCAV. Según el director general de MiG, las tareas tácticas y técnicas para el Skat se aprobarán a finales de 2019, y el desarrollo del dron comenzará en 2020.
En junio de 2022, el desarrollo del Skat parece inactivo, ya que no se han informado noticias al respecto desde 2019 y porque el Skat no estaba entre los futuros proyectos de MiG presentados en el salón aeronáutico MAKS de 2021.